# Forges de Lanouée
Forges de Lanouée  is een fusiegemeente (commune nouvelle) in het Franse departement Morbihan in de regio Bretagne die deel uitmaakt van het arrondissement Pontivy. De gemeente telde 2.190 inwoners op 1 januari 2022.

## Geschiedenis
Forges de Lanouée  is op 1 januari 2019 ontstaan door de fusie van de gemeenten Les Forges en Lanouée.

## Geografie
De oppervlakte van Forges de Lanouée bedraagt 96,29 vierkante kilometer; Op 1 januari 2022 was de bevolkingsdichtheid 22,7 inwoners per km².

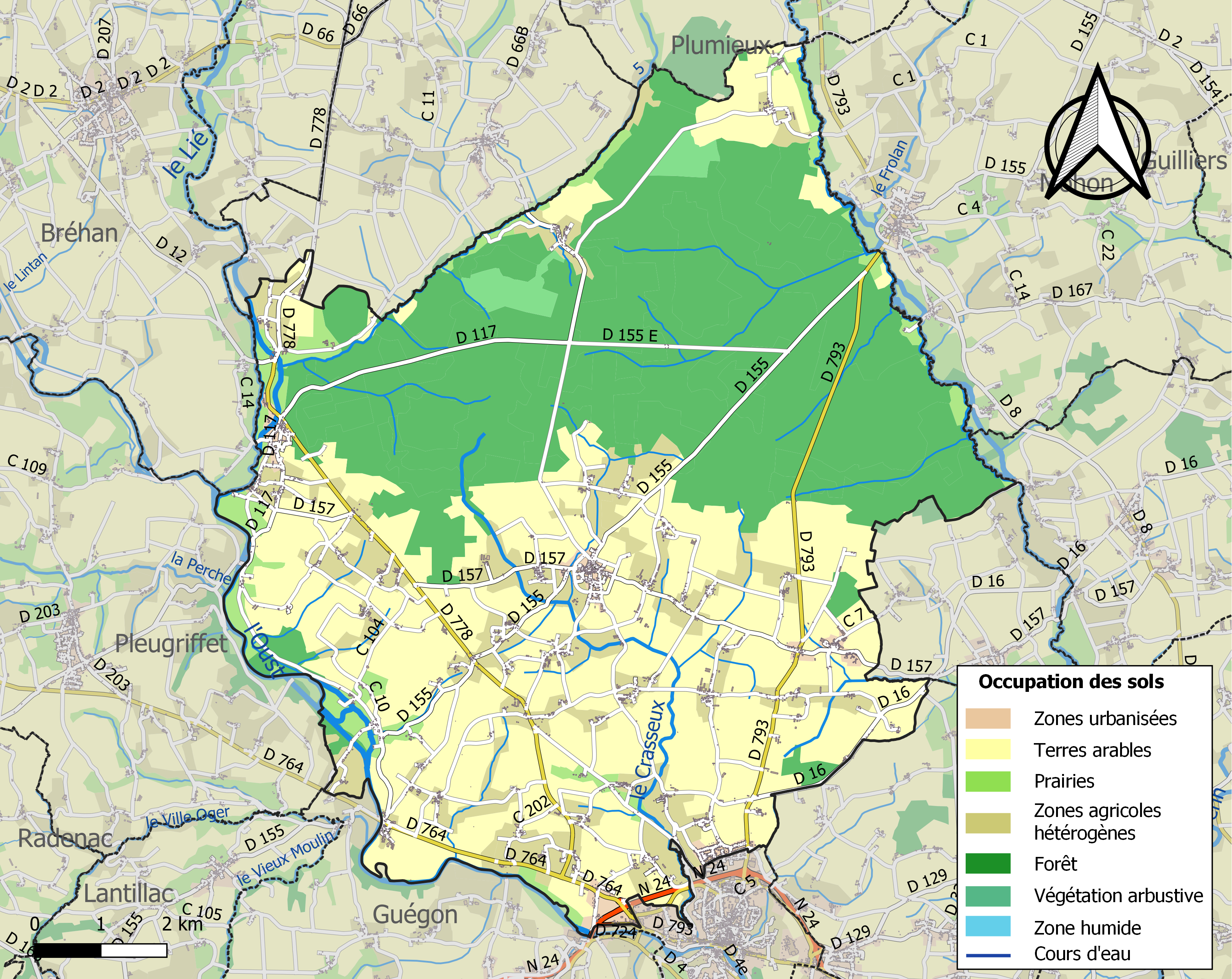
Kaart van de gemeente met de belangrijkste infrastructuur, bodemgebruik en omliggende gemeenten

Brignac · Campénéac · Concoret · La Croix-Helléan · Cruguel · Évriguet · Forges de Lanouée · Gourhel · La Grée-Saint-Laurent · Guégon · Guillac · Guilliers · Helléan · Josselin · Lantillac · Loyat · Mauron · Ménéac · Mohon · Montertelot · Néant-sur-Yvel · Ploërmel · Saint-Brieuc-de-Mauron · Saint-Léry · Saint-Malo-des-Trois-Fontaines · Saint-Servant · Taupont · Tréhorenteuc · La Trinité-Porhoët